# 大本海図
大本 海図（おおもと かいと、1973年7月22日 - ）は、日本の漫画家、イラストレーター。1998年に務めていた会社を退社、1999年に『V.O.I.C.E』でデビュー。SAC（宇宙作家クラブ）のメンバーの一員。

## 受賞歴
- アフタヌーン四季賞1999年春準入選『V.O.I.C.E』

## 主な作品

### 漫画
- V.O.I.C.E（1999年、読み切り作品、単行本未収録）
- Wings Songs（2002年 - 2003年、コミックガム連載、全1巻）

### イラスト
- 小川一水『イカロスの誕生』（ソノラマ文庫） - 表紙絵
- 三雲岳斗『海底密室』（徳間デュアル文庫） - 表紙絵
- 川又千秋『火星人戦史』（徳間デュアル文庫） - 表紙絵
- マーティン・スコット『魔術師スラクサス』（ハヤカワ文庫） - 表紙絵
- 『WXIII 機動警察パトレイバー』SPECIAL EDITION（東北新社） - ジャケットイラスト
- 大野木寛『ラーゼフォン 夢見る卵』（MF文庫J） - 表紙絵、挿絵
- 森岡浩之『機械どもの荒野』（ハヤカワ文庫） - 表紙絵
- 林譲治『機動戦士ガンダム MSイグルー 1年戦争秘録』（角川スニーカー文庫） - 挿絵
- 林譲治『機動戦士ガンダム MSイグルー 黙示録0079』（角川スニーカー文庫） - 挿絵
- 出渕裕『フルカラー版 機神幻想ルーンマスカー』（徳間書店） - 彩色

### ゲーム
- Generation 迷宮クロスブラッド（チーム ムラマサ） - 一部キャラクターデザイン